# كلودين وليامز
كلودين وليامز (بالإنجليزية: Claudine Williams)‏ هي منافسة ألعاب القوى جامايكية، ولدت في 8 يناير 1976.

## وصلات خارجية
- كلودين وليامز على موقع الاتحاد الدولي لألعاب القوى (الإنجليزية)
- كلودين وليامز على موقع أوليمبيديا (الإنجليزية)